# Épithalame
Ne doit pas être confondu avec Épitomé.
L'épithalame (en grec ancien ἐπιθαλάμιον / epithalámion) est une sorte de poème lyrique composé chez les Anciens à l'occasion d'un mariage et à la louange des nouveaux époux. En Grèce antique, il était chanté par un chœur avec accompagnement de danses.

## Antiquité (grecque, romaine et hébraïque)
Grèce antique
Les épithalames de Sappho étaient célèbres : nous n'en avons que des fragments. La 18e idylle de Théocrite est un épithalame en l'honneur de Ménélas et d'Hélène.
Rome antique
Chez Catulle, il y a un beau chant nuptial en l'honneur de Julie et de Manlius, et l'épithalame de Thétis et de Pélée.
Claudien : épithalame d'Honorius et de Marie.
Hébreux
Chez les Hébreux, le 44e psaume (45e dans certaines versions) de La Bible et le Cantique des cantiques passent pour être des épithalames.

## XVIeetXVIIesiècles
Au XVIe et XVIIe siècles, Buchanan (1506 - 1582), Ronsard (1524 - 1585), Malherbe (1555 - 1628), Scarron (1610 - 1660), Marini (1569-1625), se sont distingués dans ce genre de composition. Lorsqu'il est mis en musique, l'épithalame prend parfois le nom d'hyménée (Claude Le Jeune, Jean de Castro...).

### Exemple
Épithalame : Chant d'amour de Jean de Saint-Samson ((1571 - 1636) Carme, 1571-1636), traduit de l'ancien français par Jean Perrin (MEP, 1914-2005), collection Livre de vie, n° 155, Éd. du Seuil, Paris, 1997, 176 p.  (ISBN 2-02-030898-3)

## XIXeetXXesiècles
- Épithalame, mélodie de Jules Massenet sur des paroles d'Armand Silvestre (1891).
- Poème lu au mariage d'André Salmon (Guillaume Apollinaire)

## Homonymie
- L'écrivain français Jacques Chardonne intitule ainsi son premier « roman de couple » L'Épithalame (1921).

## Musique
Certains compositeurs ont nommé leur pièce musicale épithalame :
- Henry Purcell a inséré un épithalame dans son semi-opéra The Fairy Queen.
- Franz Liszt a écrit un épithalame pour violon et piano (S. 129), puis l'a arrangé pour piano seul (S. 526).
- Gabriel Fauré a composé un épithalame pour orchestre dans Shylock, opus 57.
- Jean Roger-Ducasse a composé un grand poème symphonique qui s'intitule Epithalame, à l'occasion du mariage de Margareth Damrosch, fille du chef d'orchestre Walter Damrosch.
- On rencontre également un épithalame dans Roméo et Juliette de Gounod.
- André Jolivet  Épithalame pour "orchestre vocal à 12 voix" (1953 commande de la RTF pour l'ensemble vocal de France (Marcel Couraud)
- Art Zoyd, Epithalam (20''14'), album Berlin, 1986, Cryonic inc. MAD 3032
- Pierre-André Vincent a composé un Épithalame (2001) pour deux flûtes (utilisant aussi la flûte en sol) [3]